# هانتر فریمن
هانتر فریمن (انگلیسی: Hunter Freeman؛ زادهٔ ۸ ژانویهٔ ۱۹۸۵) یک بازیکن فوتبال اهل ایالات متحده آمریکا است.